# Marshal Ustinov (055)
O Marshal Ustinov (Маршал Устинов), é um cruzador de mísseis guiados russo. É o segundo navio da classe Slava, Marinha russa. O Marshal Ustinov é atribuído à 43ª navio de mísseis guiados da Frota do Norte russa, cujo porto de armamento e da Frota HQ está em Severomorsk. O batimento de quilha aconteceu em Nikolayev, em 1978, como o segundo navio da classe Slava. Ele foi lançado em 1982 e comissionado na Frota do Norte Soviética, quatro anos depois, em 1986.
Em 1994, o então comissionado na Frota do Norte da Rússia, Marshal Ustinov, foi colocado em algum lugar no Báltico aguardando reparos. Em dezembro de 1996, a China comprou dois destróieres da classe Sovremenny ea renda desta venda tornou possível pagar os reparos de 169 milhões de dólares para o Marshal Ustinov.
Em março de 2011, foi relatado que o Marshal Ustinov poderia ser transferido para a frota russa do Pacífico.